# معاذ نبيل
معاذ نبيل ممثل مصري، من مواليد 7 إبريل 2002 في محافظة الجيزة. بدأ التثميل في 7 أبريل 2014.

## أعماله
- بريستيج (2025)
- حلاوة الدنيا (2019)
- أهو ده اللي صار (2019)
- الشريط الأحمر (2018) قام بدور يوسف
- كابتن أنوش (ج1) (2017)
- هربانة منها
- كابتن أنوش (ج2) ((2017)
- صد رد (2016)
- لهفة (2015)
- ولاد رزق (2015)
- استيفا (2015)
- لا مؤاخذة (2014)
- إمبراطورية مين (2014)